# Joginder Singh
Sardar Joginder Singh Bhachu (rođen 9. veljače 1932.) je umirovljeni kenijski reli-vozač. Nastupao je u 1960im i 1970im. Poznat je pod nadimkom "Leteći Sikh".
Bio je najstarije dijete od 10-ero u obitelji. Natjecati se počeo u dobi od 26 godina. 
U natjecanju Istočnoafričko prvenstvo u reliju skupio je preko 60 pobjeda, po relijima u Keniji, Ugandi i Tanzaniji. Pobijedio je na Safari Reliju tri puta. Prvu pobjedu ostvario je 1965. u Volvo PV544, s bratom Jaswantom kao suvozačem, a ostale dvije u eri svjetskog prvenastva u reliju sezone 1974. i 1976. za volanom Mitsubishi Colt Lancer 1600 GSR. Ukupno na natjecanju svjetskog prvenstva u reliju nasupio je na 8 utrka.